# Асоциация „Общество и ценности“
Асоциация „Общество и ценности“ е българска неправителствена организация със седалище в София.
Основана е през 2007 година от Стоян Георгиев и Михаела Джоргова. По това време Георгиев е един от пасторите, а Джоржова – активна участничка в основаната от Георги Бакалов протестантска Апостолска реформирана църква, но през 2017 година влизат в конфликт с Бакалов и се отделят в собствена Църква „Вдъхновение“.
През 2013 АОЦ е била член на дяснохристиянския Световен конгрес на семействата.
Организацията провежда множество кампании в подкрепа на различни социалноконсервативни позиции срещу:
- Узаконяването на еднополовите бракове
- Правното регламентиране на съвместното съжителство
- Предложения от правителството на Бойко Борисов проект за Закон за детето от 2012 година
- Половата просвета в училищата
- Правното регламентиране на проституцията
- Мерките срещу дискриминация на хомосексуални и транссексуални
- Правното регламентиране на сурогатното майчинство
- Легализацията на евтаназията
- Реклами, интерпретирани като порнографски
- Конвенцията на Съвета на Европа за превенция и борба с насилието над жени и домашното насилие